# 塔卡瓦·卡鲁国家公园
塔卡瓦·卡鲁国家公园（英語：Tankwa Karoo National Park）是南非的科学国家公园。公园距南非最干旱地带，西开普与北开普交界萨瑟兰西部约70km，年均降水在100mm下，来自大西洋的降雨云抵达锡德伯格处大多停留。其他较低地区接收的雨水更少，路德维尔福站(coordinates: S32°14’27.9” E20°05’44.5” )年降雨为180mm。公园最热的地区，1月平均最高气温为38.9℃，7月的平均最低气温为5℃至7℃。在公园宣告成立前，多肉干旱台地高原的保护区为仅占2km²的加姆卡伯格自然保护区。多肉干旱台地以及开普植物王国已被指定为生物多样化热点地区和国际保护组织。
塔卡瓦地区从最初的260km²增长到1436km²。东部以罗格菲尔德山脉（Roggeveld Mountains）为边界，西部的边界为锡德伯格，北部边界地处库布克菲尔德山脉（Kouebokkeveld Mountains），南部边界为古多伊斯伯格（Koedoesberge）和克莱恩·罗格菲尔德山脉的山麓和塔卡瓦河。公园管理处坐落在雷诺斯特河上的保尔肖科，将一处旧农舍转用为办公室和游客接待区。
1998年，康拉德·斯特劳斯把280km²的牧羊场售给南非国家公园。公园开始再度引入过去常在此出现的猎物。事前，为确保引入的动物能再过度放牧的草原生存曾做过调查。公园的植被多为多肉干旱台地高原生物圈内的植物，曾被描述为稀疏的灌木丛和矮灌木丛。公园还是大量鸟类的家园，如黑头金丝雀、黑头鸨、黑耳雀百灵。观鸟旺季为8月至10月。

## 哺乳类动物表
- 食蚁兽

- 土狼

- 非洲野猫

- 蝠耳狐

- 黑背胡狼

- 角狐

- 角金鼹

- 角野兔

- 狞猫

- 熊狒狒

- 四线草地鼠（条纹鼠）

- 长耳攀鼠（长耳攀鼠属）

- 灰霓羚（小羚羊）

- 短角羚

- 家鼠

- 山羚

- 大弯角羚

- 豹

- 猫鼬

- 豪猪

- 蜜獾

- 岩狸

- 矮野兔

- 小斑麝猫

- 跳羚

- 石羚

- 非洲艾鼬

- 笔尾獴

## 鸟类列表
- 斑拟鴷

- 非洲黑雨燕

- 非洲戴胜鸟

- 非洲斑椋鸟

- 非洲鹡鸰

- 非洲红眼鹎

- 非洲细纹苇莺

- 非洲鹬

- 高山雨燕

- 反嘴鹬

- 仓鸮

- 家燕

- 黑胸蛇鹫

- 黑耳雀百灵

- 黑猎兔犬

- 黑头金丝雀

- 铁匠田凫

- 黑鹳

- 黑跷鸻

- 丛林伯劳

- 靴隼雕

- 棕沙燕

- 角鹎

- 角白颊鸟

- 角振翅歌百灵

- 角乌鸦

- 角攀雀

- 角琵嘴鸭

- 角金雀

- 角麻雀

- 角鸡鹑

- 角斑鸠

- 角鹡鸰

- 角麦翁

- 栗肛雀媚

- 南伯劳

- 鹌鹑

- 横斑梅花雀

- 暗色花蜜鸟

- 埃及雁

- 欧洲食蜂鸟

- 欧洲燕八哥

- 灵仙鹟

- 红尾岩鵖

- 红鹤

- 蜜鴷

- 茶隼

- 纹燕

- 灰背扇尾莺

- 灰背雀百灵

- 苍鹭

- 灰山雀

- 灰翅鹧鸪

- 凤头鹮

- 珠鸡

- 麻雀

- 豺鸳

- 卡鲁大鸨

- 卡鲁莺

- 卡鲁云雀

- 卡鲁长喙雀百灵

- 卡鲁鹪莺

- 卡鲁鸲

- 卡鲁画眉

- 雷亚德雀鹛

- 北非响蜜鴷

- 黄爪隼

- 小白腰雨燕

- 棕色长嘴森鹰

- 长嘴鹡鸰

- 黑头鸨

- 孔雀石色花蜜鸟

- 泽鹬

- 猛雕

- 纳马夸鸽

- 纳马夸沙鸡

- 纳马夸莺

- 浅褐翅椋鸟

- 游隼

- 非洲白颈鸦

- 蓬背鹟

- 红嘴短颈鸭

- 红项雀百灵

- 红脸鼠鸟

- 红瘤白骨顶鸟

- 岩茶隼

- 岩圣马丁鸟

- 鹖耳莺

- 蜿鹫

- 南非麻鸭

- 南非重领花蜜鸟

- 南非灰头麻雀

- 南非黑脸织雀

- 南非淡色歌鹰

- 南非红寡妇鸟

- 斑鸽

- 钉踝百灵

- 雕鸮

- 斑石鸻

- 草原秃鹰

- 三色鸻

- 特拉岩鵖

- 黑雕

- 肉垂椋鸟

- 白背鼠鸟

- 白颈渡鸦

- 白腰雨燕

- 白喉金丝雀

- 柳莺

- 黄嘴孤莺

- 黄嘴鸢

- 金黄丝雀